# Sept nouvelles merveilles du monde
 (juin 2022).
Pour les articles homonymes, voir Sept Merveilles du monde et Merveilles du monde.

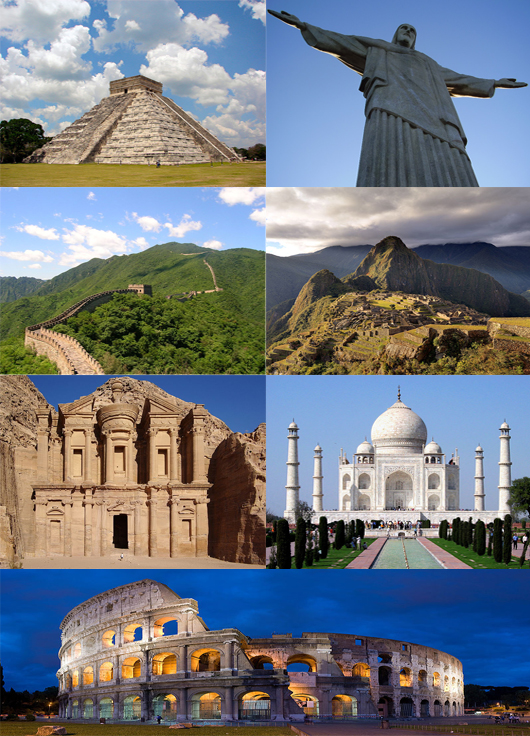
Les sept nouvelles merveilles du monde. De gauche à droite et de haut en bas : Chichén Itzá, la statue du Christ Rédempteur, la Grande Muraille, Machu Picchu, Pétra, le Taj Mahal et le Colisée.

Les sept nouvelles merveilles du monde ont été désignées à la suite d'un vote organisé par la New Seven Wonders Foundation, liée à la New Open World Corporation, et dont les résultats ont été dévoilés le 7 juillet 2007 à Lisbonne. 
L'homme d'affaires suisse Bernard Weber est, en collaboration avec l'entreprise de marketing Deureka, à l'origine de ce projet qui a rencontré un grand succès dans certains pays concernés, comme l'Inde ou la Chine. L'Unesco a rappelé dans un communiqué qu'elle n'a aucun rapport avec cet évènement, contrairement à ce que beaucoup de votants ont cru.

## Historique
L'idée originale des Sept Merveilles du monde date d'Hérodote (484 – 425 av. J.-C.) et Callimaque de Cyrène (305 – 240 av. J.-C.), qui ont établi une liste qui comprenait le Phare d'Alexandrie, les jardins suspendus de Babylone, la statue chryséléphantine de Zeus à Olympie, le temple d'Artémis à Éphèse, le mausolée d'Halicarnasse, le Colosse de Rhodes et la grande Pyramide de Khéops. Seule la grande pyramide de Khéops a survécu jusqu'à nos jours. Les six autres ont été détruites par le feu, par des tremblements de terre et par d'autres causes.
Le réalisateur et aviateur canadien d'origine suisse Bernard Weber lance le projet en septembre 1999. Le projet du site web débute en 2001 lorsque M. Weber effectue le paiement de 700 $ pour un site basé au Canada. Seules sont acceptées dans cette nouvelle liste les merveilles faites de la main humaine, achevées avant 2000, et dans un état acceptable de préservation. En novembre 2005, 177 monuments ont été pris en compte. Le 1er janvier 2006, la New7Wonders Foundation déclare que la liste a été réduite à 21 sites, par une commission composée des six éminents architectes mondiaux des cinq continents, Zaha Hadid, César Pelli, Tadao Andō, Harry Seidler, Aziz Tayob, Yung Ho Chang et son président, Federico Mayor, ancien directeur général de l'Unesco. La liste a été réduite à 20, la grande pyramide de Khéops ayant été retirée du vote et désignée comme « merveille honoraire ».

## Sites en compétition

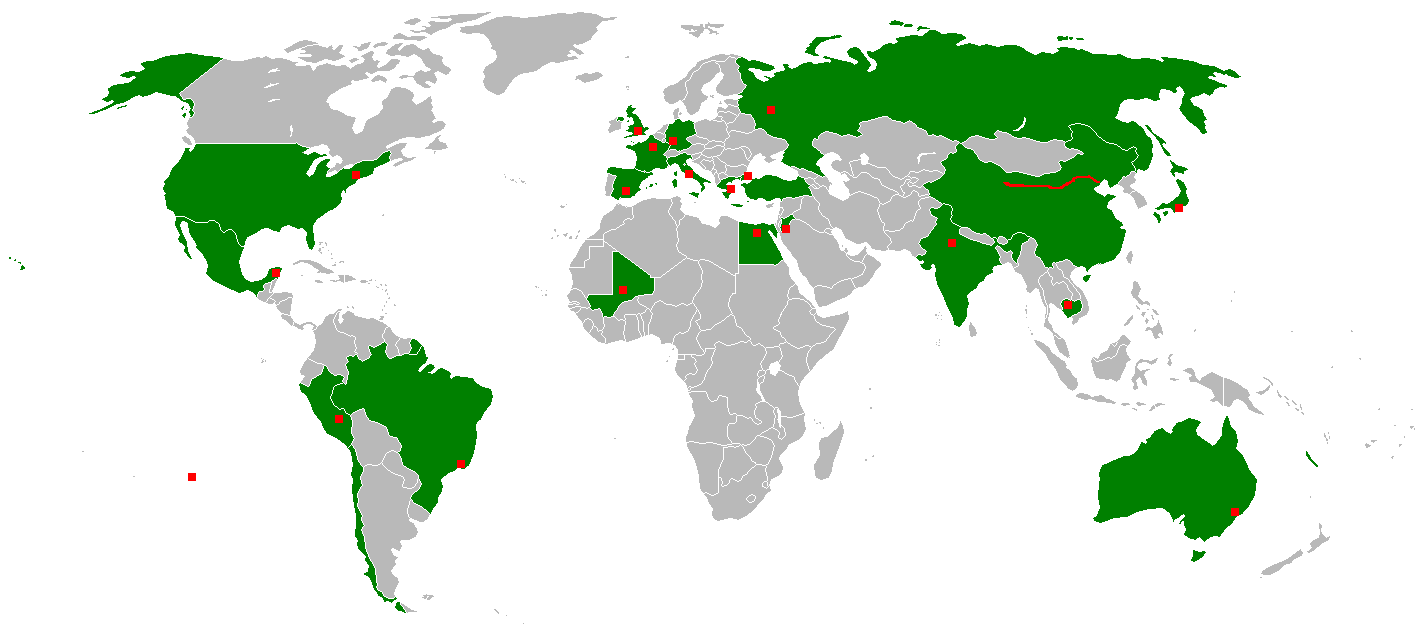
Localisation des vingt-et-un sites compétitifs retenus.

La liste (avant sélection définitive) contenait 21 sites ou bâtiments, situés dans 21 pays, sur tous les continents. Les critères du jury — composé d'architectes de tous horizons et présidé par l'ancien directeur de l'Unesco, Federico Mayor — comprenaient l'esthétique, mais aussi l'exploit architectural ou encore la pertinence historique. Les 21 candidats avaient été choisis dans une liste qui avait été proposée par les pays : chaque pays avait proposé une cinquantaine de temples et palais disséminés sur tout son territoire. La liste des 21 sites était censée représenter un large choix de civilisations et d'époques. Ainsi, on y retrouvait des merveilles datant de l'Antiquité, et d'autres du XXe siècle. Tout comme les merveilles de l'Antiquité, les monuments nommés avaient une fonction sacrée ou purement esthétique. On n'y trouvait pas d'ouvrages d'art « utiles » (ponts, barrages…) qui, même s'ils sont de véritables exploits techniques, n'auraient qu'un intérêt esthétique et culturel limité.
Les 21 sites participants étaient les suivants :
| Merveilles candidates       | Pays        | Image                       | Période de construction |
| --------------------------- | ----------- | --------------------------- | ----------------------- |
| Pyramide de Khéops          | Égypte      |                             | 2560 av. J.-C.          |
| Stonehenge                  | Royaume-Uni |                             | 2400 av. J.-C.          |
| Grande Muraille             | Chine       | La Grande Muraille          | 300 av. J.-C. - 1700    |
| Acropole d'Athènes          | Grèce       |                             | 447 av. J.-C.           |
| Pétra                       | Jordanie    | Pétra                       | 312 av. J.-C.           |
| Colisée                     | Italie      | Le Colisée la nuit          | 80                      |
| Basilique Sainte-Sophie     | Turquie     |                             | 537                     |
| Chichén Itzá                | Mexique     | El Castillo                 | 600                     |
| Angkor                      | Cambodge    |                             | 1113                    |
| Moaï                        | Chili       |                             | 1250                    |
| Tombouctou                  | Mali        |                             | 1327                    |
| Alhambra                    | Espagne     |                             | 1333                    |
| Machu Picchu                | Pérou       | Le Machu Picchu             | 1450                    |
| Kremlin                     | Russie      |                             | 1561                    |
| Kiyomizu-dera               | Japon       |                             | 1633                    |
| Taj Mahal                   | Inde        | Le Taj Mahal vu des jardins | 1643                    |
| Château de Neuschwanstein   | Allemagne   |                             | 1869                    |
| Statue de la Liberté        | États-Unis  |                             | 1886                    |
| Tour Eiffel                 | France      |                             | 1887                    |
| Statue du Christ Rédempteur | Brésil      | La statue du Christ         | 1931                    |
| Opéra de Sydney             | Australie   |                             | 1973                    |

La liste finale des sept sites a ainsi été établie à partir de ces 21 sites qui avaient récolté le plus de voix.

## Les votes

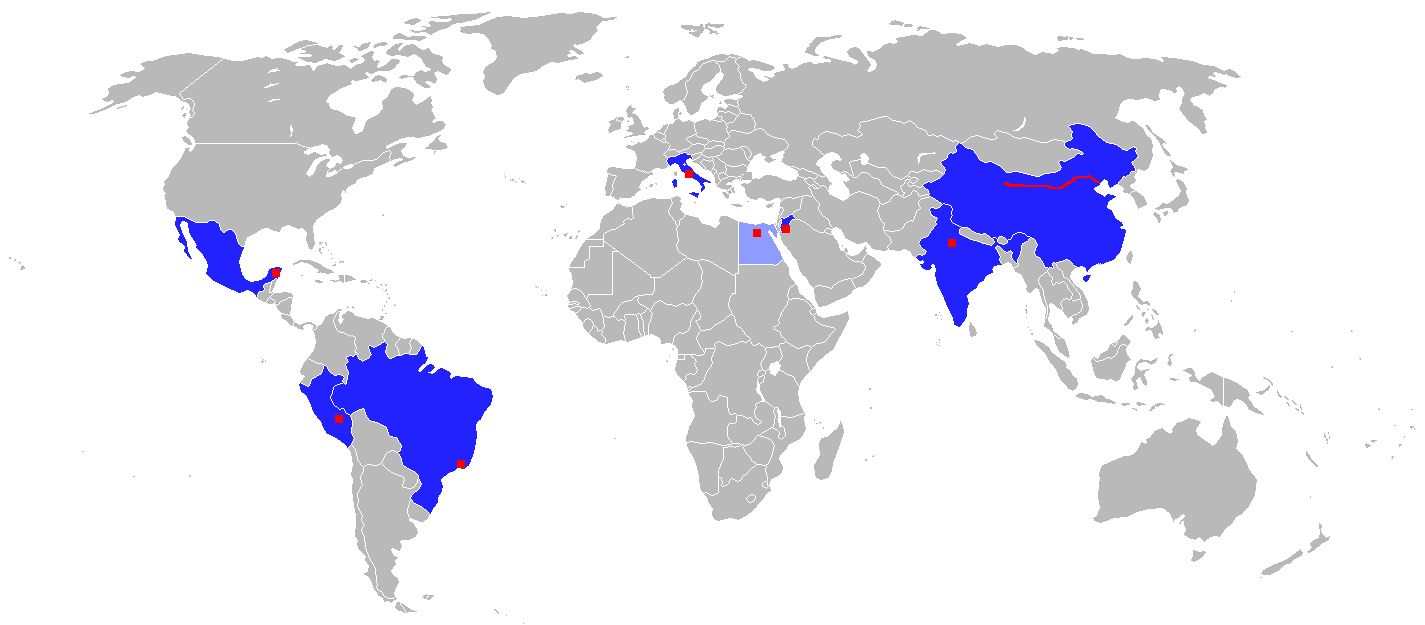
Localisation des sept nouvelles merveilles du monde

Les votes s'effectuent par internet, sur le site « new7wonders » ou par téléphone. On peut voter plusieurs fois contre paiement.
Avec les bénéfices récoltés, le "New7Wonders Foundation" compte verser la moitié pour le financement de chantiers de restauration dans le monde entier, comme les Bouddhas de Bâmiyân, que les talibans avaient fait exploser lors de leur règne en Afghanistan. Le « NewOpenWorld Foundation » s'est occupé du vote, le « NewOpenWorld Corporation » détient les droits et les exploite pour son propre bénéfice.
Les votes ont été officiellement ouverts à l'occasion des Jeux olympiques d'été de 2000 à Sydney, manifestation d'origine grecque, tout comme les Sept Merveilles.
Plusieurs dizaines de millions de votes ont été enregistrés, surtout dans des pays comme le Mexique, la Chine, la Turquie et l'Inde.

## Sites retenus
| Nouvelles Merveilles élues  | Pays     | Image                                       | Période de construction |
| --------------------------- | -------- | ------------------------------------------- | ----------------------- |
| Grande Muraille             | Chine    | La Grande Muraille près de Pékin (Mutianyu) | 700 av. J.-C.           |
| Pétra                       | Jordanie | Pétra                                       | 312 av. J.-C.           |
| Colisée                     | Italie   | Le Colisée la nuit                          | 80                      |
| Chichén Itzá                | Mexique  | El Castillo                                 | 600                     |
| Machu Picchu                | Pérou    | Le Machu Picchu                             | 1450                    |
| Taj Mahal                   | Inde     | Le Taj Mahal vu des jardins                 | 1643                    |
| Statue du Christ Rédempteur | Brésil   | La statue du Christ                         | 1931                    |

## Critiques
Dans un communiqué de presse du 20 juin 2007, l'Organisation des Nations unies pour l'éducation, la science et la culture (UNESCO) réaffirme qu'elle n'a aucun lien avec l'initiative de Bernard Weber, puisque le résultat reflétera l'opinion de ceux qui ont accès à Internet.
Un paragraphe du communiqué dit : « Il n'y a aucun point de comparaison entre la démarche médiatique de M. Weber et le travail scientifique et éducatif résultant de l’inscription des sites sur la Liste du patrimoine mondial. La liste des 7 nouvelles merveilles sera le fruit d'une initiative privée, ne reflétant que l'opinion d'un public ayant accès à l'Internet, et non celle du monde dans son ensemble. Cette démarche ne pourra en aucune manière contribuer de façon significative et durable à la préservation des sites élus par ce public. »
Certains en Égypte y voient une compétition à la pyramide de Khéops, le seul monument restant des Sept Merveilles du monde : « C'est probablement une conspiration contre l'Égypte, sa civilisation et ses monuments », a écrit l'éditorialiste Al-Sayed al-Naggar dans un quotidien. Le ministre de la Culture égyptien Farouk Hosni dit que le projet est absurde et décrit son initiateur, Bernard Weber, comme un homme « préoccupé par sa propre promotion ». Nagib Amin, un expert égyptien des Sept Merveilles du monde, met en valeur le fait « qu'en plus de l'aspect commercial, le vote n'a aucun fondement scientifique. »
Après les plaintes de l'Égypte, la Pyramide de Khéops s'est vu octroyer un statut spécial et fut retirée de la liste de vote. Sur le site Web officiel : « La fondation des Sept nouvelles Merveilles du monde désigne la pyramide de Kheops - la seule ancienne Merveille du monde encore existante - comme un candidat honoraire, et retirée de la liste. »
Le système de vote par Internet et message texte via cellulaire fut aussi très critiqué. En effet, les personnes n'ayant accès à aucun des deux moyens ne pouvaient voter. De plus, ce système de vote a pu être exploité par certains gouvernements et sociétés afin d'avoir de la publicité pour certains lieux touristiques à l'aide de divers programmes. Par exemple, au Brésil, ce programme s'appelait « Vote no Cristo » (« votez pour le Christ ») ; il permettait à toute la population brésilienne de voter gratuitement via un téléphone mobile. Ce programme permit d'accumuler une grande partie des 10 millions de votes enregistrés dans le pays. Des programmes semblables ont été lancés en Inde et en Jordanie. D'ailleurs, le cas jordanien est pointé du doigt comme étant l'exemple parfait des failles du système de vote. En effet, 14 millions de votes ont été enregistrés dans ce pays bien que la population jordanienne n'atteigne que 7 millions d'individus.